# Královský palác Cetinje
Černohorský královský palác, nebo také Palác krále Nikoly I. (černohorsky: dворац kраља Николе, dvorač kralja Nikole) se nachází v černohorském městě Cetinje a více než 50 let sloužil jako sídlo černohorské královské rodiny. V roce 1926 zde vzniklo muzeum, které se stalo v roce 1980 jedním z oddělením černohorského národního muzea. Muzeum vystavuje předměty týkající se královské rodiny, jako např. sadu královniných spon do vlasů, šperky Princezny Xenie, ale také portréty členů královské rodiny, křišťálové lustry, nábytek apod. V paláci je také uložena Černohorská královská koruna. Zde také král Nikola I. se svou manželkou, královnou Milenou vdávali své dcery, aby udrželi Dynastii Petrović-Njegoš ve spojení se západními státy a Ruskem.

## Stavba

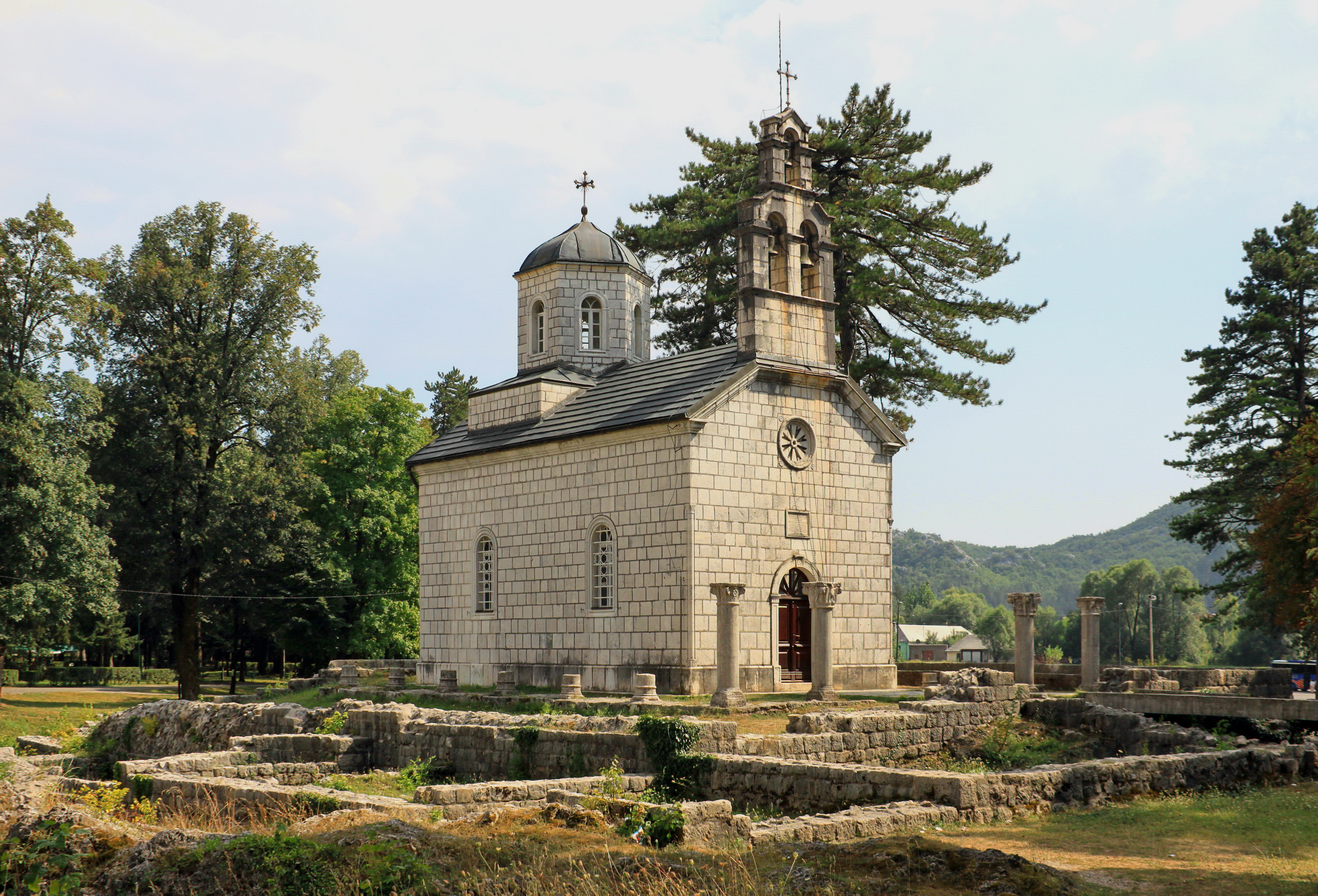
Královský kostelík v Cetinje, v pozadí Palác krále Nikoly I.

### Exteriér
Palác nechal postavit roku 1863 postavit tehdejší černohorský kníže (později král) Nikola I. Petrović-Njegoš. Stavba byla dokončena v roce 1867. Stěhování černohorské královské rodiny do této rezidence proběhlo 12. května 1867. Původní palác byl postaven jako jednoduchá stavba ve tvaru obdélníku s jedním patrem a podkrovím. V roce 1871 byl palác rozšířen o dvě další křídla a svou konečnou neoklasicistní podobu dostal palác v roce 1910 ku příležitosti vyhlášení Černohorského království.

### Interiér
Interiéry paláce jsou vesměs navrženy ve stylech biedermeieru a secese. Podlahy jsou tvořeny z dubových parket a červených koberců. Zdi jsou pokryty hedvábnými tapetami a stropy luxusními omítkami s nejrůznějšími reliéfy a obrazci.
Palác se dělí na tyto místnosti:
První patro
- 1. Studovna krále Nikoly I.
- 2. Krbová místnost
- 3., 4., 5., 6. Knihovny

Druhé patro
- 7. Indonéský salónek
- 8. Benátský salónek
- 9. Velká jídelna
- 10. Rodinná jídelna
- 11. Králův přijímací sál
- 12. Reprezentativní přijímací sál
- 13. Královnin přijímací sál
- 14. Králova ložnice
- 15. Čajový salónek
- 16. Královnina ložnice
- 17. Pokoj Princezny Xenie
- 18. Pokoj Princezny Vjery
- 19. Hudební salónek

### Účely
Stálá expozice ukazuje návštěvníkům i ty největší drobnosti, týkající se každodenního života královské rodiny. Právě drobnosti, jako např. sada spon do vlasů královny Mileny prozrazují to, jak zámožný byl král Nikola I. muž a vyvrací některé názory lidí, kteří měli Černohorské království za velmi chudý stát.

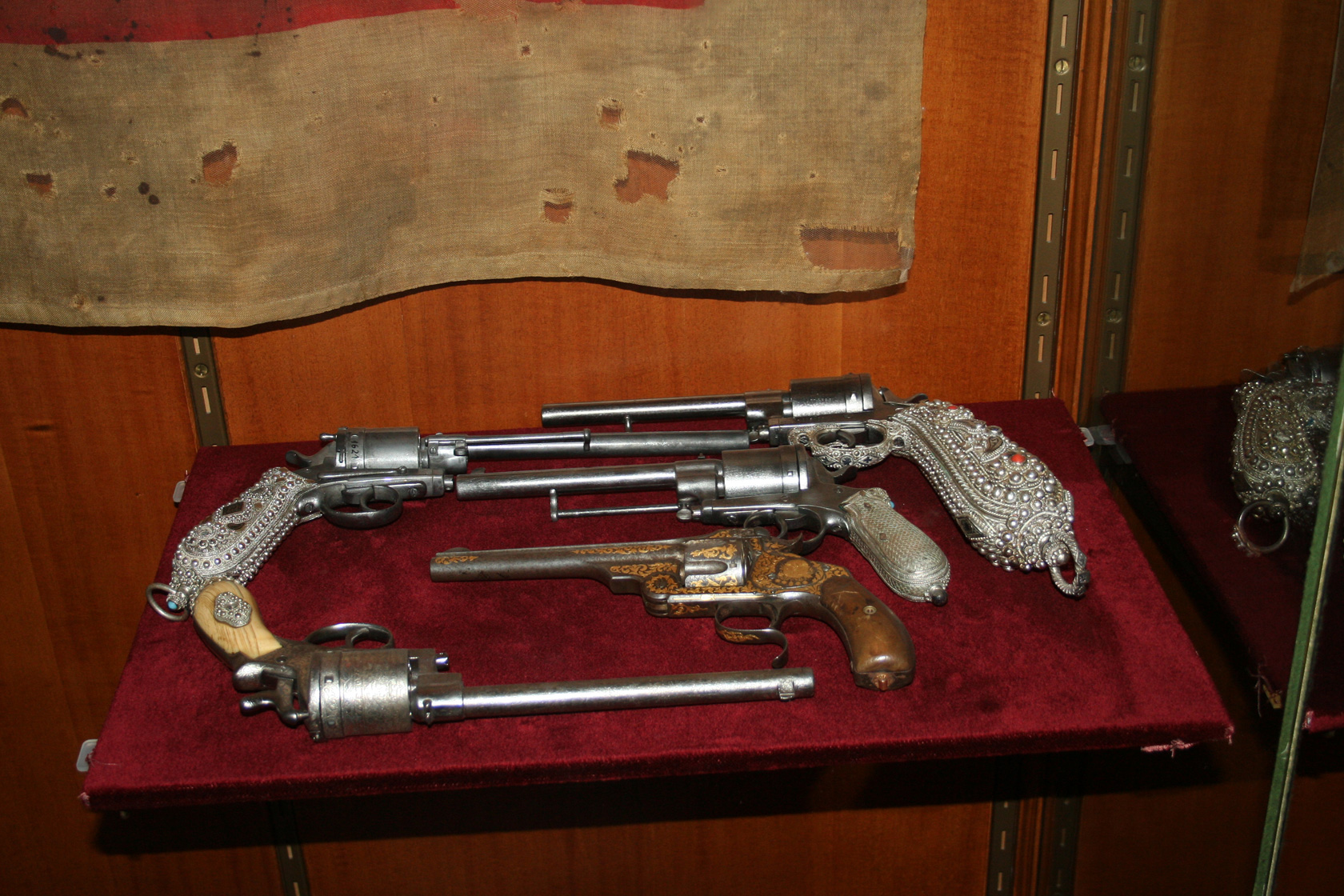
Sada zbraní krále Nikoly I.; král si nechal rukojeti osázet drahokamy

Zde také král Nikola I. se svou manželkou královnou Milenou vdávali své dcery, aby udržely Dynastii Petrović-Njegoš ve spojení se západními státy a Ruskem. Proto se zde dají spatřit různé vlajky a dobové fotografie. Pozoruhodné jsou také sbírky zbraní, archeologických nálezů, oblečení, vyznamenání, medailí a trofejí, poštovních známek a králem Nikolou založené měny – perperu, knih, nádobí atd.

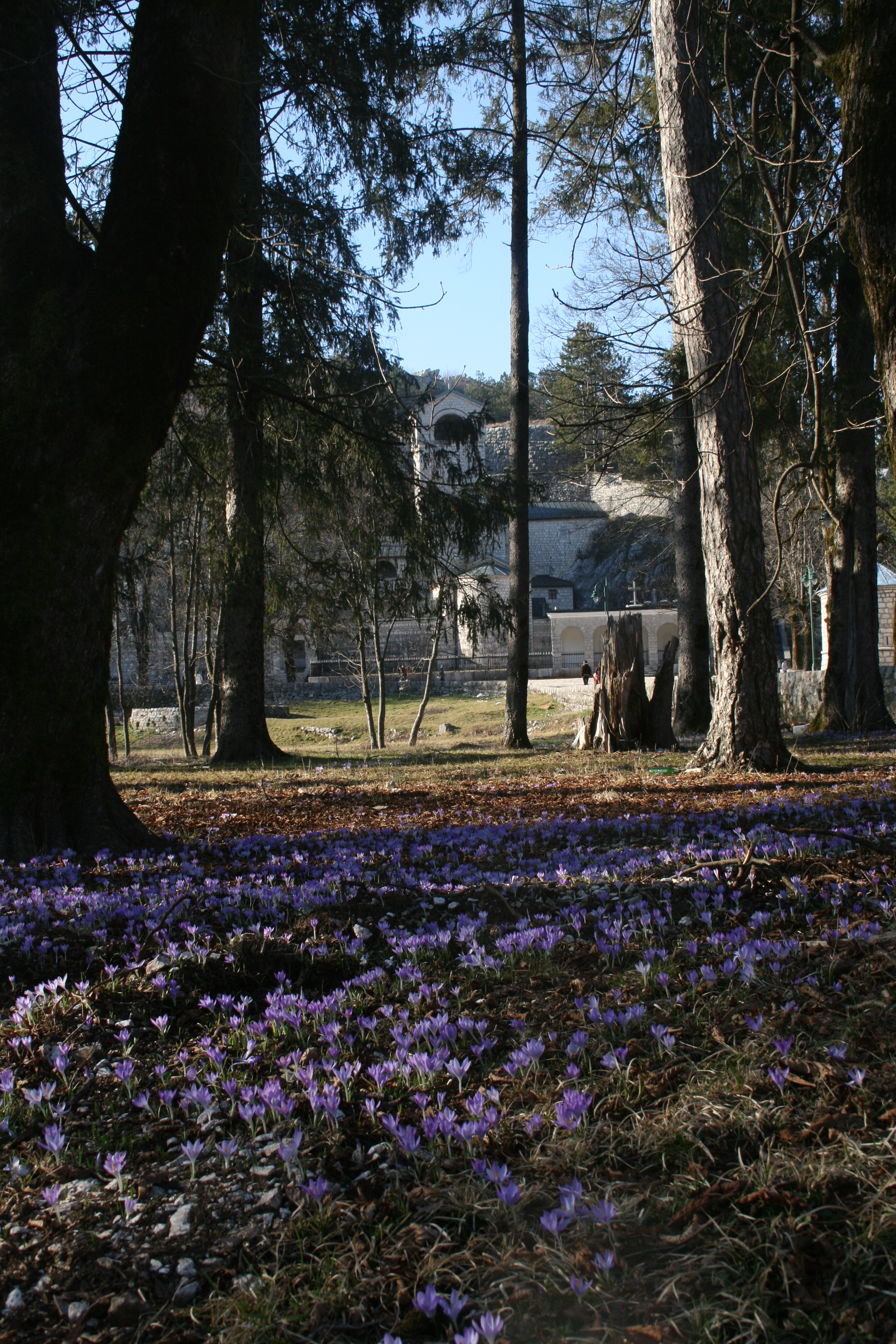
Pohled z královské zahrady k cetinjskému klášteru

V reprezentačním přijímacím sále jsou také vystavovány černohorské korunovační klenoty, které jsou nejpopulárnější expozicí národního muzea vůbec.
Vstupné pro dospělé je 5 EUR, pro studenty a malé děti 2,5 EUR.

## Královská zahrada
Královská zahrada byla vybudována v roce 1870, původně jen jako borovicová alej. Při rozšiřování paláce roku 1871 byly stromy vykáceny a podle návrhů italského architekta Albany Molinariho zde vznikla překrásná zahrada s kamennou promenádou, uprostřed s mohutnou klasicistní fontánou. Do zahrady směřuje zadní vchod paláce. Jsou zde vysázeny četné záhony krokusů, muškátů, tulipánů nebo růžových a jasmínových keřů.
Zadní reprezentativní části zahrady dominuje borovicový a cedrový háj s malou vilou a pergolou, která sloužila k některým mezistátním návštěvám. Ze zahrady je pohled k cetinjskému klášteru nebo ke královskému kostelíku.
Po stranách vily se nacházejí busty předních černohorských vládců - Danila I., Savy II., Vasilije III., Petra I., Petra II., Danila II., ale také krále Nikoly I. s královnou Milenou Vukotić a poslední je busta korunního prince Danila III.